# 2358 Bahner
2358 Bahner (1929 RE) là một tiểu hành tinh vành đai chính được phát hiện ngày 2 tháng 9 năm 1929 bởi Reinmuth, K. ở Heidelberg.